# Vic So'oto
Vitale Ta'aga Magauli So'oto (Oceanside, 19 agosto 1987) è un giocatore di football americano statunitense che gioca nel ruolo di linebacker nella National Football League e dal 2014 è free agent. Al college giocò a football alla Brigham Young University.

## Carriera professionistica

### Green Bay Packers
So'oto non venne scelto al Draft 2011. Firmò come rookie free agent il 26 luglio con i Green Bay Packers un contratto triennale del valore di 1,404 milioni di dollari di cui . Durante la pre-stagione si infortunò alla schiena saltando le prime 3 partite della stagione regolare. Debuttò nella NFL il 2 ottobre 2011 contro i Denver Broncos. Giocò 7 partite prevalentemente nello special team.
Il 10 settembre 2012 venne svincolato.

### Oakland Raiders
Il 25 settembre 2012 firmò con i Raiders. Il 6 novembre venne svincolato per far spazio in squadra al rientrante dall'infortunio Aaron Curry.

### Green Bay Packers
Il 12 novembre 2012 rifirmò con i Packers, ma l'11 dicembre venne svincolato. Dopo due giorni firmò con la squadra di allenamento.

### Washington Redskins
Il 18 dicembre 2012 passò dalla squadra di allenamento dei Packers al roster attivo dei Redskins, firmando un contratto triennale del valore di 1,665 milioni di dollari.

### Arizona Cardinals
Il 24 settembre 2013 firmò con i Cardinals ma venne svincolato dopo una sola partita a causa di un infortunio al torace.

### Pittsburgh Steelers
So'oto firmò con gli Steelers durante la offseason 2014 ma venne svincolato il 25 agosto 2014.

## Statistiche
| Partite totali      | 13  |
| Partite da titolare | 0   |
| Tackle totali       | 8   |
| Sack                | 1,0 |
| Intercetti          | 0   |

Statistiche aggiornate alla stagione 2013